# Вйонзув
Вйонзув (пол. Wiązów, нім. Wansen) — місто в південно-західній Польщі.
Належить до Стшелінського повіту Нижньосілезького воєводства.

## Відомі люди
- Д-р інженерії Владислав Шкляж (пол. Władysław Szklarz) — бурмістр у 1999–2003, почесний громадянин міста (†10.10.2013, Вроцлав)[3][4][5]

## Демографія
Демографічна структура станом на 31 березня 2011 року:
|          | Загалом | Допрацездатний вік | Працездатний вік | Постпрацездатний вік |
| -------- | ------- | ------------------ | ---------------- | -------------------- |
| Чоловіки | 1145    | 218                | 811              | 116                  |
| Жінки    | 1235    | 223                | 742              | 270                  |
| Разом    | 2380    | 441                | 1553             | 386                  |